# Ein Platz an der Sonne
Ein Platz an der Sonne (Originaltitel: A Place in the Sun) ist ein mehrfach preisgekröntes, US-amerikanisches Melodram des Regisseurs George Stevens aus dem Jahr 1951 mit Montgomery Clift und Elizabeth Taylor in den Hauptrollen. Es ist nach Eine amerikanische Tragödie (1931) die zweite Verfilmung des gleichnamigen Romans von Theodore Dreiser und schildert die Geschichte eines mittellosen jungen Mannes, der für den gesellschaftlichen Aufstieg sogar bereit ist, eine Straftat zu begehen.

## Handlung
George Eastman reist aus Chicago nach New York, um in der Fabrik seines Onkels Charles einen Arbeitsplatz anzutreten. Dort lernt er die junge Arbeiterin Alice Tripp kennen und beginnt eine Affäre mit ihr. Durch seinen hohen Arbeitseifer wird sein Onkel auf ihn aufmerksam und bietet George eine bessere Stellung an. Auf einer eleganten Dinnerparty lernt er die attraktive wohlhabende Angela Vickers kennen und verliebt sich in sie. George ist überzeugt, über die Verbindung mit Angela seinen „Platz an der Sonne“ gefunden zu haben. Als Alice ihm mitteilt, dass sie schwanger ist, droht der Plan zusammenzubrechen.
Während George mit Angela einen Kurzurlaub an einem romantischen See verbringt, überschlagen sich die Ereignisse. Alice erfährt von Georges Verhältnis mit Angela und reist ihm hinterher. Sie droht offen damit, das Verhältnis und ihre Schwangerschaft auffliegen zu lassen, wenn er sie nicht sofort heiratet. George sucht nach einer Aussprache und fährt mit Alice hinaus auf den See, wo es zum Streit kommt. Ihr Ruderboot kentert, und Alice ertrinkt. George kann das Ufer erreichen und flüchtet in Panik. Alices Verschwinden ruft den Bezirksstaatsanwalt Frank Marlowe auf den Plan. Rasch entdeckt er das Verhältnis von Alice und George und findet Zeugen für die gemeinsame Bootsfahrt. Er lässt George als mutmaßlichen Mörder verhaften. Es kommt zum Prozess. Angelas Vater stellt George einen Anwalt, um den Namen seiner Tochter aus dem Prozess herauszuhalten.
Während der Verhandlung wird George von mehreren Zeugen schwer belastet. Marlowe behauptet, George habe das Boot absichtlich zum Kentern gebracht, um so Alice aus dem Weg zu räumen. George verteidigt sich, indem er das Geschehen als einen Unfall mit Todesfolge darstellt.
Die Geschworenen sprechen ihn schuldig und verhängen die Todesstrafe. Während er auf seine Hinrichtung wartet, wird George von Albträumen heimgesucht und seinen Schuldgefühlen geplagt. Erst der Zuspruch eines Geistlichen hilft George, mit sich selbst ins Reine zu kommen und die Konsequenzen seines Verhaltens zu akzeptieren. Kurz vor seiner Exekution wird er noch einmal von Angela besucht, die ihm sagt, dass sie ihn noch liebt.

## Hintergrund
Theodore Dreiser verarbeitete in dem 1925 veröffentlichten sozialkritischen Roman Eine amerikanische Tragödie seine Eindrücke, die er als Prozessbeobachter in dem Fall Chester E. Gillette gewonnen hatte, der im Juli 1906 wegen Mordes an seiner schwangeren Geliebten, der Fabrikarbeiterin Grace Brown, zum Tode verurteilt wurde. Im Lauf der Verhandlung war es als erwiesen angesehen worden, dass Gilette den Mord beging, um frei zu sein, eine reiche Erbin heiraten zu können. Bereits im Oktober 1926 adaptierte Patrick Kearney den Roman in ein gleichnamiges Bühnenstück, das unter anderem mit Miriam Hopkins in einer Hauptrolle auf insgesamt 216 Aufführungen kam. Im Februar 1931 brachte es eine Neuinszenierung in New York auf 137 Vorstellungen.
Paramount Pictures erwarben Anfang 1930 die Filmrechte und beabsichtigten zunächst, die Regie an Sergei Eisenstein zu übergeben, der auf Einladung von Jesse Lasky einige Monate in den USA weilte. Dessen Drehbuchentwurf, der eine fast dreistündige Laufzeit nach sich gezogen hätte, fand zwar die begeisterte Zustimmung des Autors. Doch nach Ansicht der Produzenten war die Sozialkritik der Vorlage zu sehr in den Vordergrund gestellt worden. Das ganze Projekt wurde gestoppt, das Skript mehrfach überarbeitet und die Verantwortung für die Verfilmung an Josef von Sternberg übertragen. Mit Phillips Holmes, Sylvia Sidney und Frances Dee in den Hauptrollen war die Adaption ein künstlerischer und finanzieller Reinfall. Dreiser war über das Ergebnis so erbost, dass er vergeblich versuchte, die Uraufführung des Films gerichtlich zu untersagen. Er kritisierte die vielen Freiheiten des Drehbuchs gegenüber der Vorlage und warf dem Studio vor, den zentralen Charakter eher als Dummkopf denn als Opfer des kapitalistischen Systems mit seinen materiellen Verlockungen dargestellt zu haben. Am Ende erhielt er Schadensersatz in Höhe von 80.000 US-Dollar zugesprochen.
Der Regisseur George Stevens, der mittlerweile die Filmrechte an dem Roman besaß, einigte sich Ende 1948, unmittelbar nach Beendigung der Arbeiten an I Remember Mama, mit Paramount über die Neuverfilmung von An American Tragedy. Das fertige Drehbuch veränderte die Ausgangsprämisse des Romans teilweise erheblich. So wird die Romanze zwischen George und Angela in den Vordergrund gestellt, während der Tod von Alice als Unfall geschildert wird, und nicht, wie im Buch, als kaltblütig geplanter Mord. Um die kommerziellen Chancen des Films zu erhöhen, änderte das Studio noch kurz vor dem offiziellen Verleihdatum im Juli 1951 den Titel in A Place in the Sun, um so dem Publikum eine insgesamt positive Botschaft zu vermitteln und sich bewusst von der sozialkritischen Vorlage zu distanzieren. Auch die Werbekampagne legte folgerichtig den Fokus auf die Beziehung zwischen George und Angela. Die Plakate und Bildmedien konzentrierten sich auf Großaufnahmen einer Kussszene zwischen Clift und Taylor, während die Rolle von Shelley Winters als Alice und die kriminellen Verwicklungen der Handlung nur am Rande Erwähnung fanden.
Elizabeth Taylor war zu Beginn der Dreharbeiten in Inlet, New York noch keine 18 Jahre alt, und George Stevens gab später freimütig zu, bis dahin keinen ihrer Filme gesehen zu haben. Er verpflichtete die Schauspielerin, weil er in ihr eine Verkörperung genau der Qualitäten sah, die einen Mann dazu bringen, sich sofort in eine bestimmte Frau zu verlieben.
Nicht so sehr ein reales Mädchen, sondern das Mädchen auf der Schokoladenschachtel, das wunderschöne Mädchen im gelben Cadillac Cabrio, von dem jeder amerikanische Junge irgendwann einmal überzeugt ist, sie heiraten zu können.
Not so much a real girl as the girl on the candy-box cover, the beautiful girl in the yellow Cadillac convertible that every American boy sometime or other thinks he can marry. 
Für Taylor waren die Dreharbeiten anstrengend, zumal Stevens sie einige Einstellungen sehr oft wiederholen ließ. Besonders eine Szene, in der sie im Badeanzug aus dem See steigt, wurde für die Schauspielerin zur Tortur. Die Aufnahmen fanden bei eisigen Außentemperaturen statt, und der Regisseur verlangte von Taylor immer und immer wieder eine Wiederholung. Zwischen Elizabeth Taylor und Montgomery Clift entwickelte sich während der Dreharbeiten eine intensive Freundschaft, nachdem von Seiten der Schauspielerin zunächst romantischere Gefühle für ihren Co-Star vorhanden waren. George Stevens nutzte die zunehmend fürsorgliche Art, mit der Taylor ihren Partner behandelte, indem er das Drehbuch an einigen Stellen umschrieb und den Charakter der Angela weicher und mütterlicher gestaltete. Daraus resultiert eine gewisse Ambivalenz in der Filmbeziehung zwischen George und Angela, die über das rein Sexuelle weit hinauszugehen scheint. Besonders eine Szene macht diese Nuancen deutlich: Nachdem George und Angela sich leidenschaftlich geküsst haben – die Aufnahme wird vom Regisseur in einer enormen Großaufnahme gefilmt –, findet George nur schwer die passenden Worte, um seiner Liebe Ausdruck zu geben. Die junge Frau nimmt ihn in den Arm und flüstert in sein Ohr:
Tell Mama...tell Mama all.
Die Dreharbeiten waren Ende 1949 abgeschlossen, doch zog sich der Endschnitt so lange hin, dass der offizielle Verleih des Films erst im Juli 1951 erfolgte. Weitgehend herausgeschnitten wurden z. B. die Szenen mit Anne Revere, die sich kurz zuvor vor dem Komitee für unamerikanische Umtriebe hatte verantworten müssen. Für Regisseur George Stevens war der Film der erste Teil seiner „Amerika-Trilogie“, die er 1953 mit dem Western Mein großer Freund Shane und 1956 mit dem Epos Giganten (ebenfalls mit Elizabeth Taylor) fortsetzte.

## Rezeption

### Zeitgenössische Kritiken
Die zeitgenössischen Kritiken lobten die handwerklichen Fähigkeiten des Regisseurs, den sperrigen Stoff auf die Leinwand gebracht zu haben. Besonders positiv wurde der weitgehende Verzicht auf die sozialkritischen Kommentare des Originals empfunden.
A. H. Weiller, Filmkritiker bei der New York Times, nannte in seiner Rezension vom 29. August 1951 den Film ein Werk aus Schönheit, Zärtlichkeit, Kraft und Einsicht. Indem George Stevens die Handlung in die Gegenwart versetzt und im Drehbuch auf die teilweise als schablonenhaft empfundene Sozialkritik der Vorlage verzichtete, würde aus der düsteren und schwülstigen Vorlage der eigentliche Kern der Aussage mit seinem Mix aus Tragödie und Romantik sauber herausgearbeitet.
Der Filmkritiker Emanuel Levy bezeichnete einige Jahrzehnte später die Neuverfilmung als „übertrieben“, die Version von Josef von Sternberg sei weitaus besser gelungen, auch die Leistungen von Montgomery Clift und Elizabeth Taylor seien nicht überzeugend. Die Darstellung der Romanze zwischen George und Angela sei aber in der US-amerikanischen Filmgeschichte ein Meilenstein, was die Darstellung von Erotik betreffe.
Levy berichtet von einem Brief, in dem der Romanautor Raymond Chandler den Film kurz nach der Veröffentlichung verriss. Chandler hielt den Film für selbstherrlich, er könne zu keinem Moment die Gefühle des Publikums erreichen, und die häufigen Großaufnahmen von Elizabeth Taylors naivem Blick hätten bei ihm beinahe Würgereflexe ausgelöst. Die Vorstellung der Unterschicht vom Leben der Oberschicht sei so lächerlich, wie man es sich nur vorstellen könne. Letztlich sei der Film, so Chandler, von jemandem gemacht worden, der nie eine kreative Idee gehabt habe.

### Bewertungen anderer Künstler
Der Regisseur Todd Haynes lobte 2015 die „filmische Umsetzung der Geschichte“ von Ein Platz an der Sonne als „wunderschön“. So habe der Film ihm bei der Erschließung der Vorlage seines eigenen Films Carol geholfen. Insbesondere die Kameraarbeit wird von Haynes positiv hervorgehoben. Montgomery Clift und Elizabeth Taylor seien in einigen Szenen „zu drei Vierteln von der Kamera abgewendet“ oder „nur als Silhouetten zu sehen“. Dem Zuschauer werde somit „zugetraut, dass er im Kopf ergänz[e], was nicht gezeigt wird“. Diese Einstellungen werden „mit unglaublich intensiven Nahaufnahmen“ der Schauspieler kontrastiert. Zudem seien die „Weiß- und Schwarzabstufungen […] unglaublich gesättigt“. Durch die „seltsame Kombination aus Draufhalten und sich Rausziehen“ werde das Gefühl ausgelöst, „eine Geschichte sowohl zu beobachten als sie auch zu erleben“.

### Auszeichnungen

#### Academy Awards (Oscars)
Bei der 24. Oscarverleihung am 20. März 1952 war der Film neun Mal nominiert und gewann davon sechs Preise.
- Gewinner:
  - Oscar in der Kategorie Beste Regie für George Stevens
  - Oscar in der Kategorie Bester Schnitt für William Hornbeck
  - Oscar in der Kategorie Beste Kamera (Schwarzweiß) für William C. Mellor
  - Oscar in der Kategorie Bestes Kostümdesign (Schwarzweiß) für Edith Head
  - Oscar in der Kategorie Beste Filmmusik (Drama/Komödie) für Franz Waxman
  - Oscar in der Kategorie Bestes adaptiertes Drehbuch für Michael Wilson, Harry Brown
- Nominierungen:
  - Nominierung in der Kategorie Bester Film
  - Nominierung in der Kategorie Bester Hauptdarsteller für Montgomery Clift
  - Nominierung in der Kategorie Beste Hauptdarstellerin für Shelley Winters

#### Golden Globe Awards
Bei den 9. Verleihung der Golden Globe Awards gewann der Film die Auszeichnungen als „Bester Film – Drama“ und setzte sich damit unter anderem gegen Endstation Sehnsucht durch.
- Gewinner:
  - Golden Globe Award in der Kategorie Bester Film – Drama

Weitere Nominierungen waren:
- Nominierung in der Kategorie Beste Regie für George Stevens
- Nominierung in der Kategorie Beste Hauptdarstellerin – Drama für Shelley Winters
- Nominierung in der Kategorie Beste Kamera - Schwarzweiß für William C. Mellor

#### Sonstige Auszeichnungen
Ein Platz an der Sonne lief bei den 4. Internationalen Filmfestspielen von Cannes im Wettbewerb um die Auszeichnung Grand Prix, gewann jedoch nicht. Im Februar 1952 wurde der Film von der Evangelischen Filmgilde zum Film des Monats gekürt.
George Stevens und der Regieassistent Charles C. Coleman erhielten 1952 für Ein Platz an der Sonne den DGA Award für Herausragende Regieleistung bei einem Spielfilm (Outstanding Directorial Achievement in Feature Film). Einen WGA Award bekamen im selben Jahr die Drehbuchautoren Michael Wilson und Harry Brown in der Kategorie Bestes Drama.
1991 wurde Ein Platz an der Sonne in das National Film Registry aufgenommen.
1997 wurde Ein Platz an der Sonne in die Ruhmeshalle der Spielfilme (Hall of Fame – Motion Pictures) der Producers Guild of America (PGA) aufgenommen.
Auf den Bestenlisten des American Film Institutes taucht er zwei Mal auf:
- Platz 92 der 100 besten amerikanischen Filme (nur auf der Liste von 1998, bei der Neuauflage der Liste im Jahre 2007 nicht mehr enthalten)
- Platz 53 der 100 besten amerikanischen Liebesfilme (Liste von 2002)

## Neuverfilmungen
1954 strahlte der Sender CBS eine einstündige Fernsehfassung als Episode des Lux Video Theatre mit Ann Blyth, John Derek, Marilyn Erskine und Ronald Reagan aus.
Woody Allen lieferte im Jahr 2005 mit seinem Film „Match Point“ eine freie Bearbeitung des Stoffs vom sozialen Aufsteiger, der seine Ehefrau betrügt und um seines errungenen sozialen Status willen die schwangere Geliebte ermordet – freilich mit dem entscheidenden Unterschied, dass am Schluss von „Match Point“ die Schuld des Mörders nicht erkannt wird, so dass dieser ungestraft davonkommt.

## Medien

### DVD-Veröffentlichung
- Ein Platz an der Sonne. Paramount Pictures 2003 (enthält u. a. auch die Filmdokumentation George Stevens and His Place in the Sun)

### Soundtrack
- Franz Waxman: A Place in the Sun - A Symphonic Scenario, auf ders: Sayonara - Orchestral Suites. BMG/RCA 1995, Tonträger-Nr. 09026-62657-2 – Digitale Neueinspielung des Rundfunk-Sinfonie-Orchesters Berlin unter der Leitung von Elmer Bernstein
- Franz Waxman: A Place In the Sun - Suite, auf ders.: Sunset Boulevard. The Classic Film Scores of Franz Waxman. BMG/RCA Victor, o. J., Tonträger-Nr. GD80708 – Neueinspielung (1974) des National Philharmonic Orchestras unter der Leitung von Charles Gerhardt